# Jevhen Chatsjeridi
Jevhen Hryhorovytsj Chatsjeridi (Oekraïens: Євген Григорович Хачеріді) (Melitopol, 28 juli 1987) is een Oekraïens voetballer die bij voorkeur als centrale verdediger speelt. Hij verruilde in 2008 SC Olkom Melitopol voor Dynamo Kiev.

## Clubcarrière
Chatsjeridi komt uit de jeugdopleiding van Dynamo Kiev. Tussen 2005 en 2008 speelde hij bij Olkom Melitopol en Volyn Loetsk. In januari 2008 keerde hij terug bij Dynamo Kiev, dat wel €700.000 op tafel moest leggen voor haar eigen jeugdproduct. Reeds speelde Chatsjeridi meer dan honderd competitiewedstrijden voor Kiev, waarmee hij in de seizoenen 2014/15 en 2015/16 de landstitel won.

## Interlandcarrière
Op 10 oktober 2009 maakte Chatsjeridi zijn debuut in het Oekraïens voetbalelftal in een WK-kwalificatiewedstrijd tegen Engeland (1–0 winst). Oekraïne eindigde als tweede in de kwalificatiegroep, na winnaar Engeland; de play-offs tegen Griekenland gingen vervolgens verloren. Chatsjeridi speelde alle drie de groepswedstrijden mee op het EK 2012, dat in Oekraïne werd georganiseerd. Op 19 mei 2016 werd hij opgenomen in de Oekraïense selectie voor het Europees kampioenschap voetbal 2016 in Frankrijk. Oekraïne werd in de groepsfase uitgeschakeld na nederlagen tegen Duitsland (0–2), Noord-Ierland (0–2) en Polen (0–1).

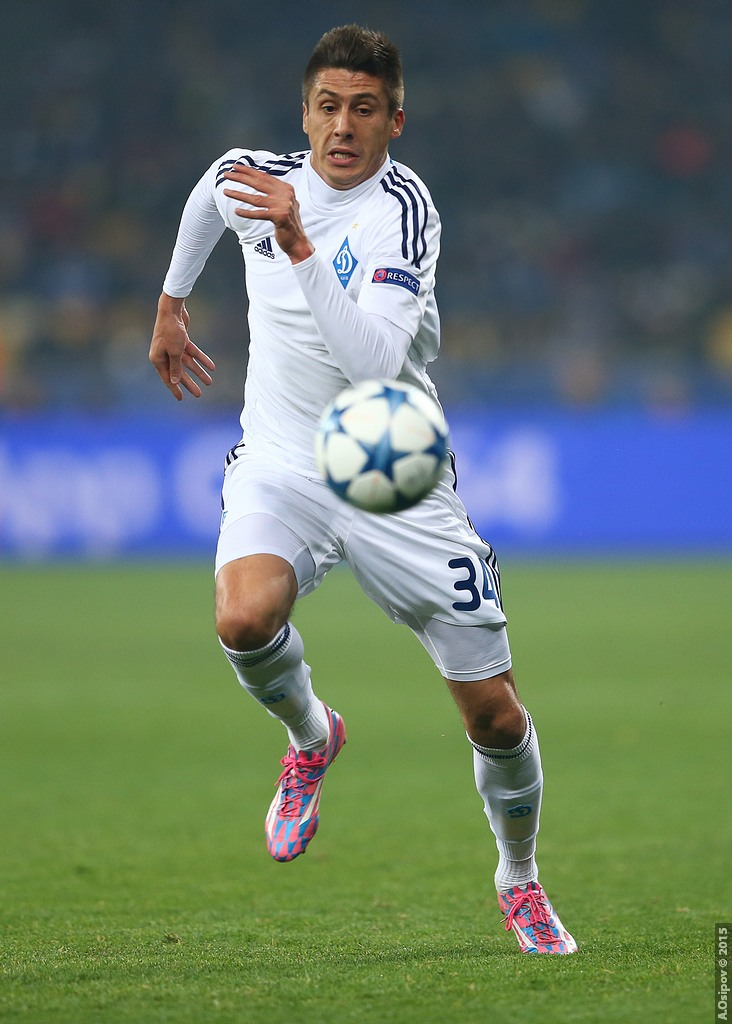
FC Dynamo Kyiv - Chelsea, 2015